# Oblast de Khmelnytskyï
L'oblast de Khmelnytskyï (en ukrainien : Хмельницька область, Khmelnyst’ka oblast’) ou oblast de Khmelnitski (en russe : Хмельницкая область, Khmelnitskaïa oblast) est une subdivision administrative d'Ukraine. 
Sa capitale est la ville de Khmelnytskyï. Il compte 1,2 million d'habitants en 2021.

## Géographie
Située dans l'ouest de l'Ukraine, l'oblast de Khmelnytskyï couvre une superficie de 20 645 km2. Elle est limitée au nord par l'oblast de Rivne, à l'est par l'oblast de Jytomyr et l'oblast de Vinnytsia, au sud par l'oblast de Tchernivtsi et à l'ouest par l'oblast de Ternopil.
Le plateau de Podolie (270-370 mètres d'altitude) s'étend jusqu'à la zone centrale de l'oblast de Khmelnytskyï.
Le nord-ouest de l'oblast fait partie de la région montagneuse de Volhynie (culminant à 329 m d'altitude), tandis qu'au nord, l'oblast couvre une partie de la région historique de Polésie (200–250 m d'altitude).
Le sud-ouest est traversé par les monts Tovtry (en ukrainien : кряж Товтровий, kryaj Tovtryï), qui comprend le mont Velyka Bouhaïkha (Бугаїха Велика), le point culminant de l'oblast (409 m). L'extrême sud de l'oblast comporte des vallées encaissées.
Le réservoir du Dniestr (de) est le point le plus bas de l'oblast (121 m).

L'aurore sur la rivière Studenycia dans le parc national Podilski Tovtry (oblast de Khmelnytskyï).

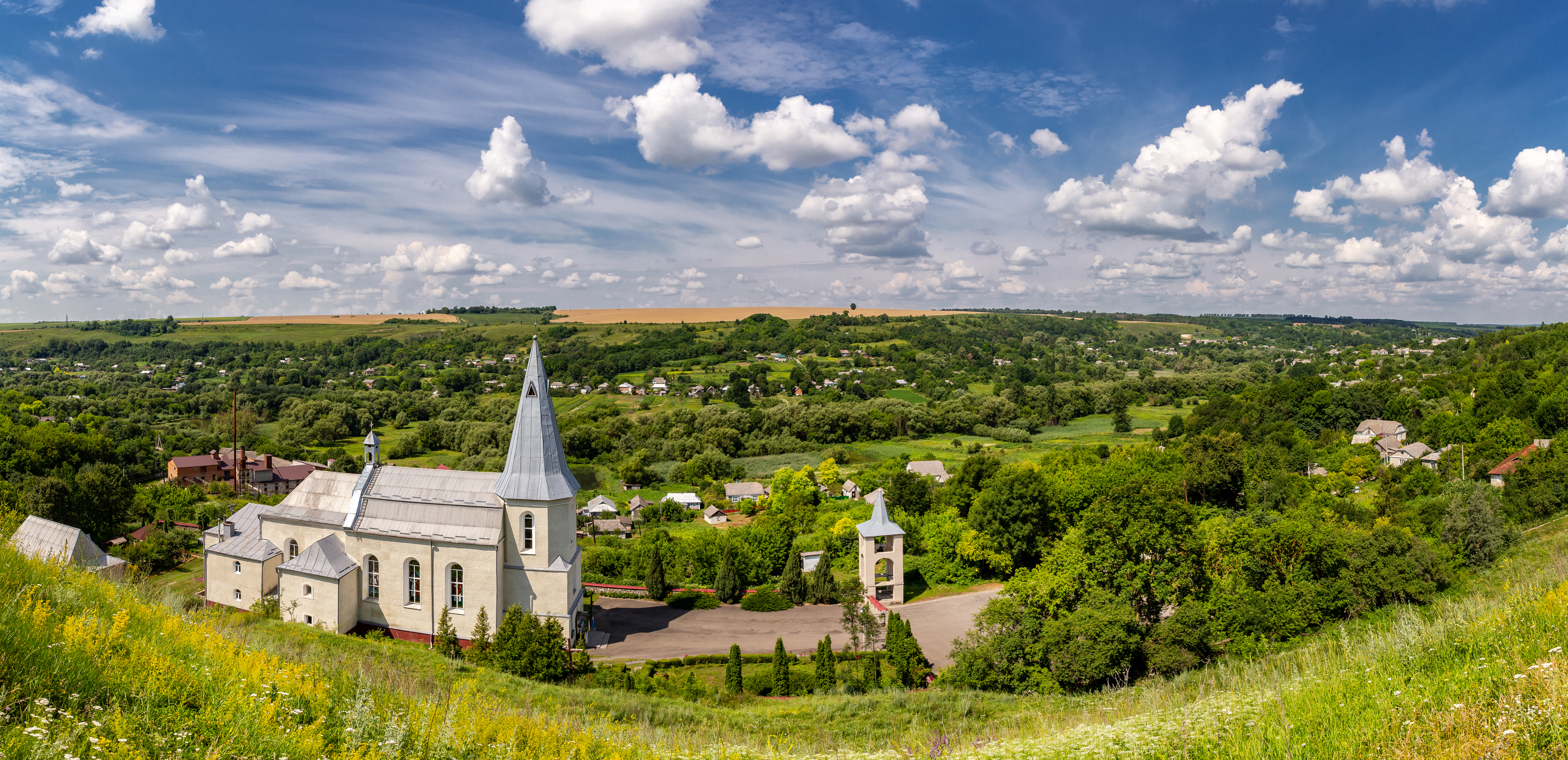
Paysage dans l'oblast de Khmelnytskyï avec l'église de Zinkiv.

## Histoire
L'oblast de Khmelnytskyï fut créé le 22 septembre 1937 comme « oblast de Kamianets-Podilskyï » (en ukrainien : Кам’янець-Подільськa область).
En mars 1941, la capitale administrative de l'oblast fut transférée de Kamianets-Podilskyï à Proskouriv. En 1954, Proskouriv fut renommée Khmelnytskyï et l'oblast devint peu après l'oblast de Khmelnytskyï.

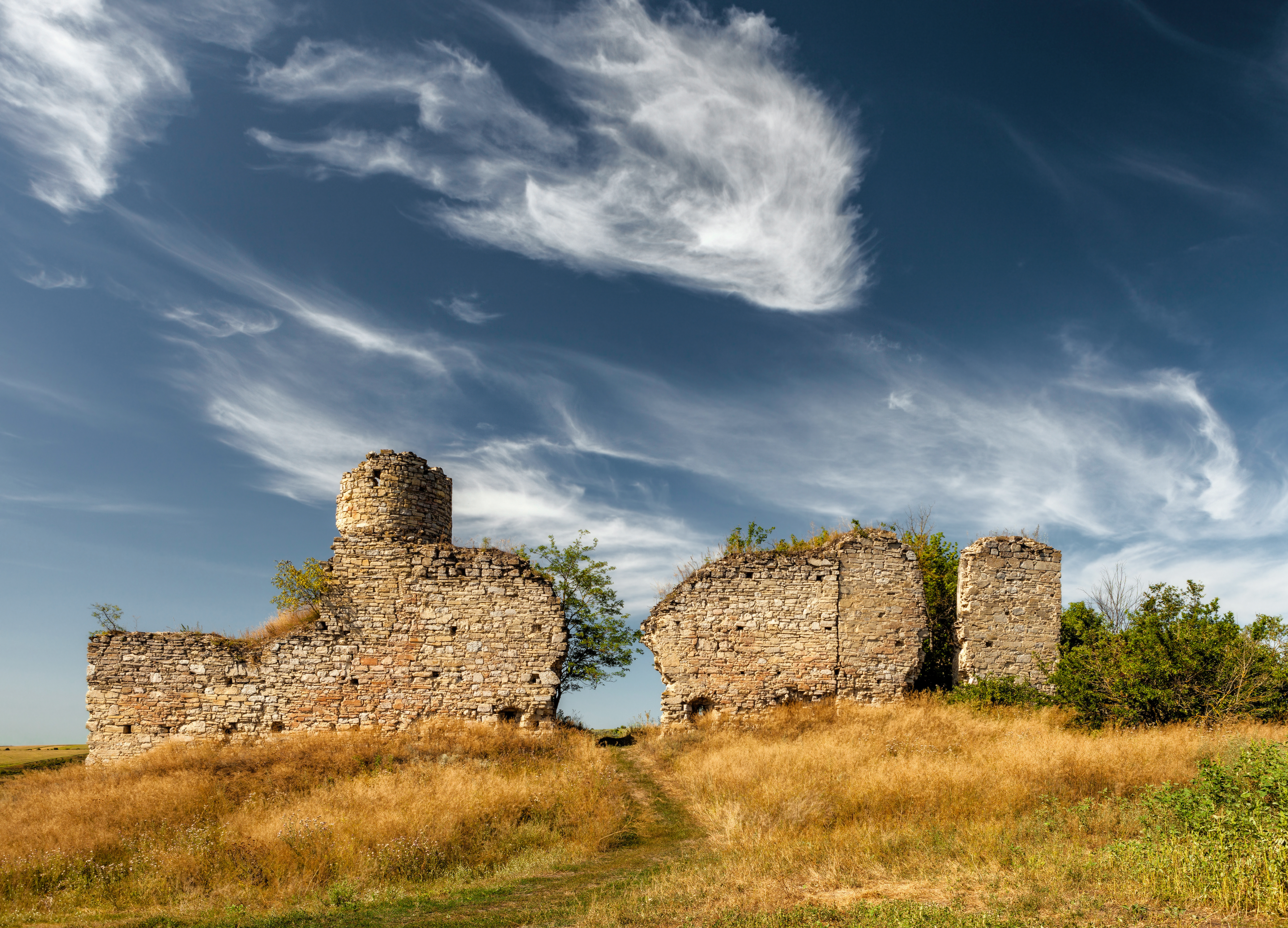
Château-fort du village de Tchornokozyntsi, classé[1], en 2017.
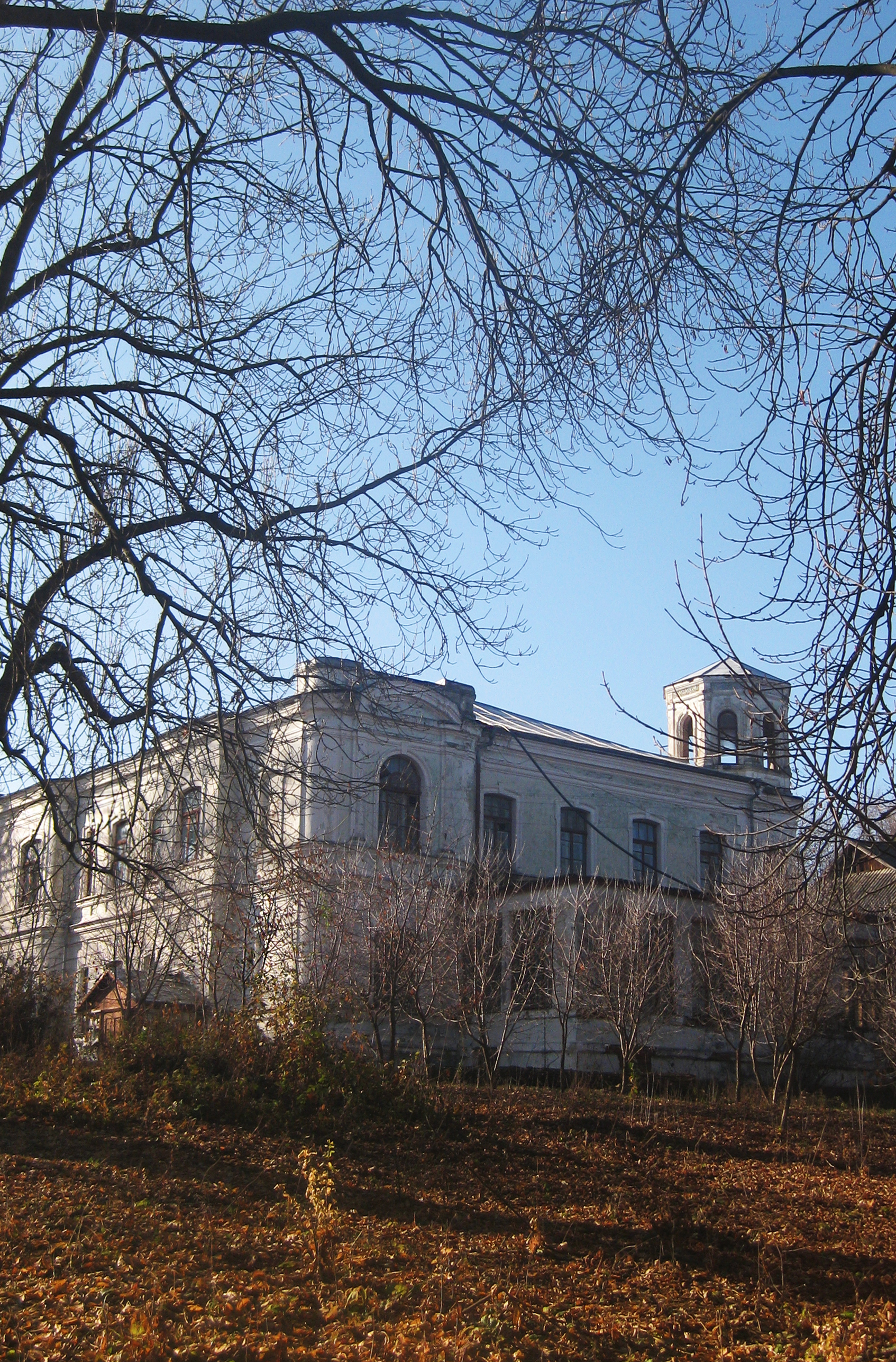
Le palais de Dzelentsi, classé[2], vu depuis l'aile sud.
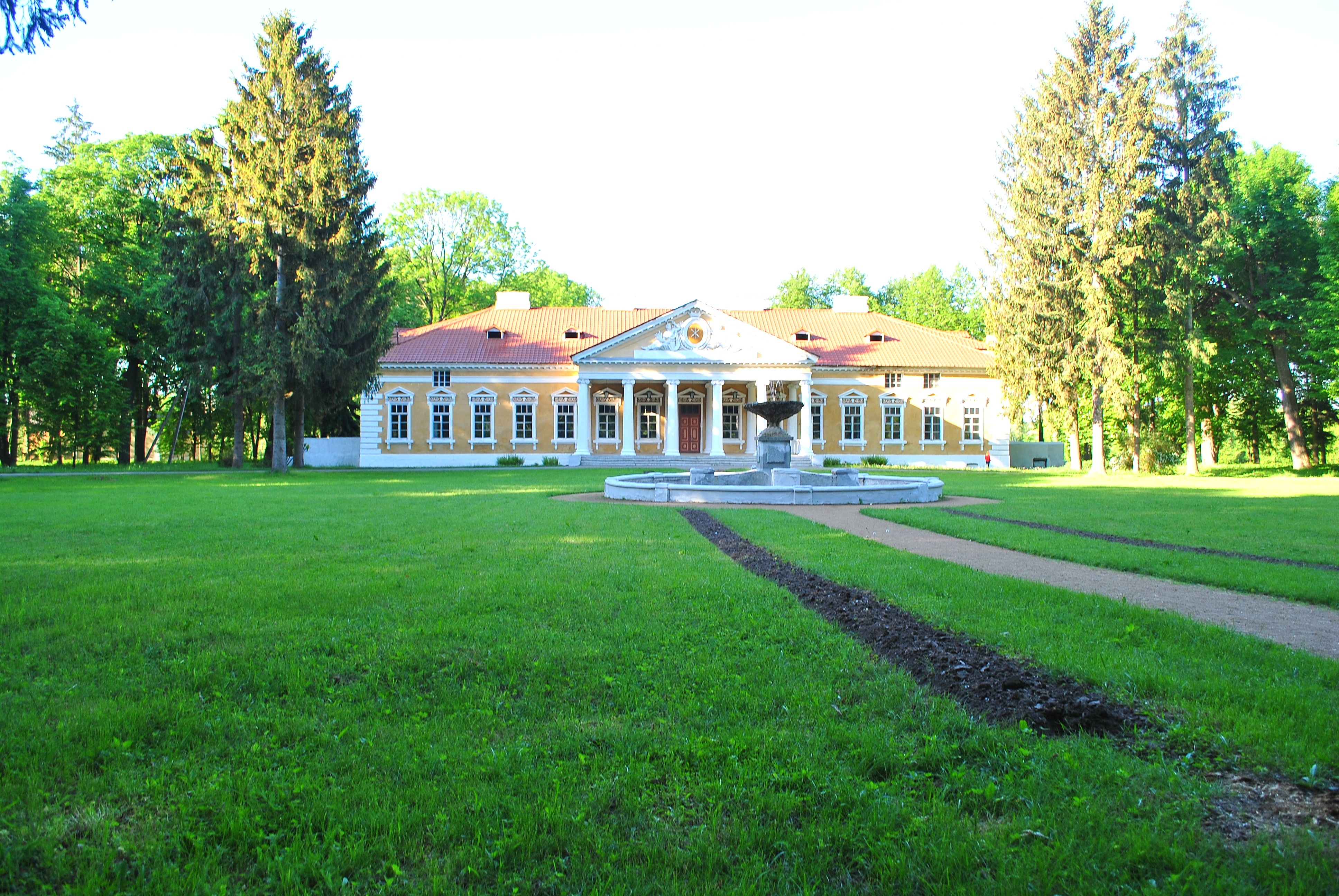
Ensemble palatial Samtchyky, classé[3],
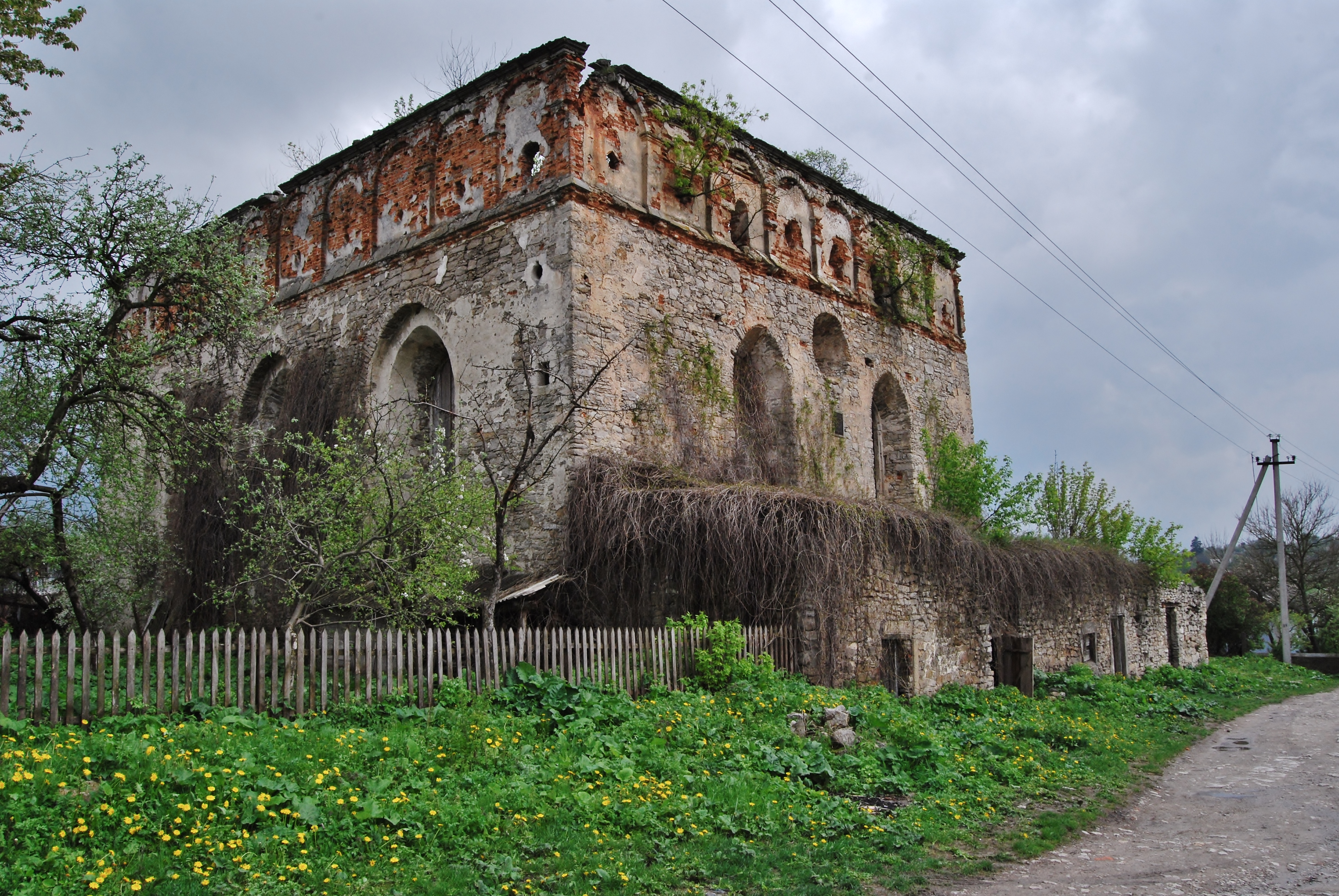
La synagogue de Sataniv, classée[4], l'une des plus vieilles d'Ukraine.

## Administration politique

### Gouverneurs
- Yevhen Huselnykov (Représentant du président) (1992 - 1994)
- Yevhen Huselnykov (1995 - 1998)
- Viktor Lundyshev (1998 - 2004)
- Viktor Kotsemyr (2004 - 2005)
- Vitaliy Oluiko (2005)
- Ivan Hladunyak (2005 - 2006)
- Oleksandr Bukhanevych (2006 - 2007)
- Ivan Havchuk (2007 - 2010)
- Vasyl Yadukha (18 mars 2010 - 7 mars 2014)
- Leonid Prus (2014)
- Mykhailo Zagorodny (6 mars 2015 - 18 décembre 2015)
- Oleksandr Korniychuk (28 avril 2016 - 18 mai 2018)
- Vadim Lozovy (19 mai 2018 - 11 juin 2019)
- Volodymyr Kalnichenko (Intérim) (11 juin 2019 - 21 novembre 2019)
- Dmytro Gabinet (21 novembre 2019 - 24 novembre 2020)
- Prymus Borisovych (Intérim) (24 novembre 2020 - 3 décembre 2020)
- Serhiy Hamaliy (3 décembre 2020 - 15 mars 2023)
- Serhiy Tyurin (Intérim) (15 mars 2023 - aujourd'hui)

## Population

### Démographie
Recensements ou estimations de la population :
| 1959*     | 1970*     | 1979*     | 1989*     |
| --------- | --------- | --------- | --------- |
| 1 608 407 | 1 615 373 | 1 550 442 | 1 527 114 |

| 2001*     | 2011      | 2012      | 2013      |
| --------- | --------- | --------- | --------- |
| 1 430 775 | 1 326 926 | 1 319 931 | 1 307 799 |

| 2015      | 2021      | - | - |
| --------- | --------- | - | - |
| 1 301 242 | 1 243 787 | - | - |

| Année | Population | Naissances annuelles | Décès annuels | Solde naturel annuel | Taux de natalité (‰) | Taux de mortalité (‰) | Solde naturel (‰) | Indice de fécondité |
| ----- | ---------- | -------------------- | ------------- | -------------------- | -------------------- | --------------------- | ----------------- | ------------------- |
| 1990  | 1 522 600  | 19 610               | 20 553        | -943                 | 12,9                 | 13,5                  | -0,6              | 2,06                |
| 1991  | 1 520 600  | 19 051               | 21 690        | -2 639               | 12,5                 | 14,2                  | -1,7              | 2,00                |
| 1992  | 1 521 500  | 19 009               | 22 315        | -3 306               | 12,4                 | 14,6                  | -2,2              | 1,98                |
| 1993  | 1 527 200  | 17 876               | 23 392        | -5 516               | 11,7                 | 15,3                  | -3,6              | 1,83                |
| 1994  | 1 525 500  | 16 805               | 23 541        | -6 736               | 11,1                 | 15,5                  | -4,4              | 1,71                |
| 1995  | 1 517 000  | 16 389               | 23 592        | -7 203               | 10,8                 | 15,6                  | -4,8              | 1,67                |
| 1996  | 1 508 300  | 15 903               | 23 925        | -8 022               | 10,6                 | 15,9                  | -5,3              | 1,62                |
| 1997  | 1 497 100  | 14 721               | 23 940        | -9 219               | 9,9                  | 16,1                  | -6,2              | 1,51                |
| 1998  | 1 484 400  | 13 833               | 22 701        | -8 868               | 9,4                  | 15,4                  | -6,0              | 1,43                |
| 1999  | 1 472 600  | 12 883               | 22 441        | -9 558               | 8,5                  | 15,3                  | -6,5              | 1,33                |
| 2000  | 1 458 900  | 12 359               | 22 591        | -10 232              | 8,5                  | 15,6                  | -7,1              | 1,29                |
| 2001  | 1 445 000  | 12 005               | 23 095        | -11 090              | 8,4                  | 16,1                  | -7,7              | 1,25                |
| 2002  | 1 430 775  | 12 072               | 23 068        | -10 996              | 8,5                  | 16,2                  | -7,7              | 1,26                |
| 2003  | 1 414 871  | 12 251               | 23 441        | -11 190              | 8,7                  | 16,6                  | -7,9              | 1,29                |
| 2004  | 1 401 140  | 12 647               | 23 060        | -10 413              | 9,1                  | 16,5                  | -7,4              | 1,32                |
| 2005  | 1 388 038  | 12 396               | 24 022        | -11 626              | 9,0                  | 17,4                  | -8,4              | 1,32                |
| 2006  | 1 373 442  | 13 477               | 23 569        | -10 092              | 9,9                  | 17,2                  | -7,3              | 1,36                |
| 2007  | 1 361 368  | 13 712               | 23 080        | -9 368               | 10,1                 | 17,0                  | -6,9              | 1,43                |
| 2008  | 1 350 303  | 14 822               | 22 943        | -8 121               | 11,0                 | 17,0                  | -6,0              | 1,50                |
| 2009  | 1 341 371  | 14 690               | 21 766        | -7 076               | 11,0                 | 16,3                  | -5,3              | 1,56                |
| 2010  | 1 333 957  | 14 414               | 20 842        | -6 428               | 10,8                 | 15,7                  | -4,9              | 1,55                |
| 2011  | 1 326 926  | 14 492               | 20 116        | -5 624               | 10,9                 | 15,2                  | -4,3              | 1,56                |
| 2012  | 1 320 171  | 14 881               | 20 362        | -5 481               | 11,3                 | 15,5                  | -4,2              | 1,62                |
| 2013  | 1 313 964  | 14 548               | 20 581        | -6 033               | 11,1                 | 15,7                  | -4,6              | 1,61                |
| 2014  | 1 306 992  | 14 631               | 20 408        | -6 655               | 11,2                 | 15,6                  | -4,4              | 1,64                |
| 2015  | 1 301 242  | 13 793               | 20 448        | -6 655               | 10,6                 | 15,8                  | -5,2              | 1,59                |
| 2016  | 1 294 413  | 12 743               | 19 982        | -7 239               | 9,9                  | 15,4                  | -5,5              | 1,50                |
| 2017  | 1 285 267  | 11 483               | 19 559        | -8 076               | 8,9                  | 15,2                  | -6,3              | 1,39                |
| 2018  | 1 274 409  | 10 698               | 19 736        | -9 038               | 8,4                  | 15,5                  | -7,1              | 1,33                |

### Structure par âge
0-14 ans : 15,9 %  (hommes 102 930/femmes 97 596)
15-64 ans : 67,0 %  (hommes 411 943/femmes 433 877)
65 ans et plus : 17,1 %  (hommes 70 980/femmes 144 216) (2019 officiel)

### Âge médian
total: 41.4 ans 
homme: 38.1 ans 
femme: 44.7 ans  (2019 officiel)

### Villes

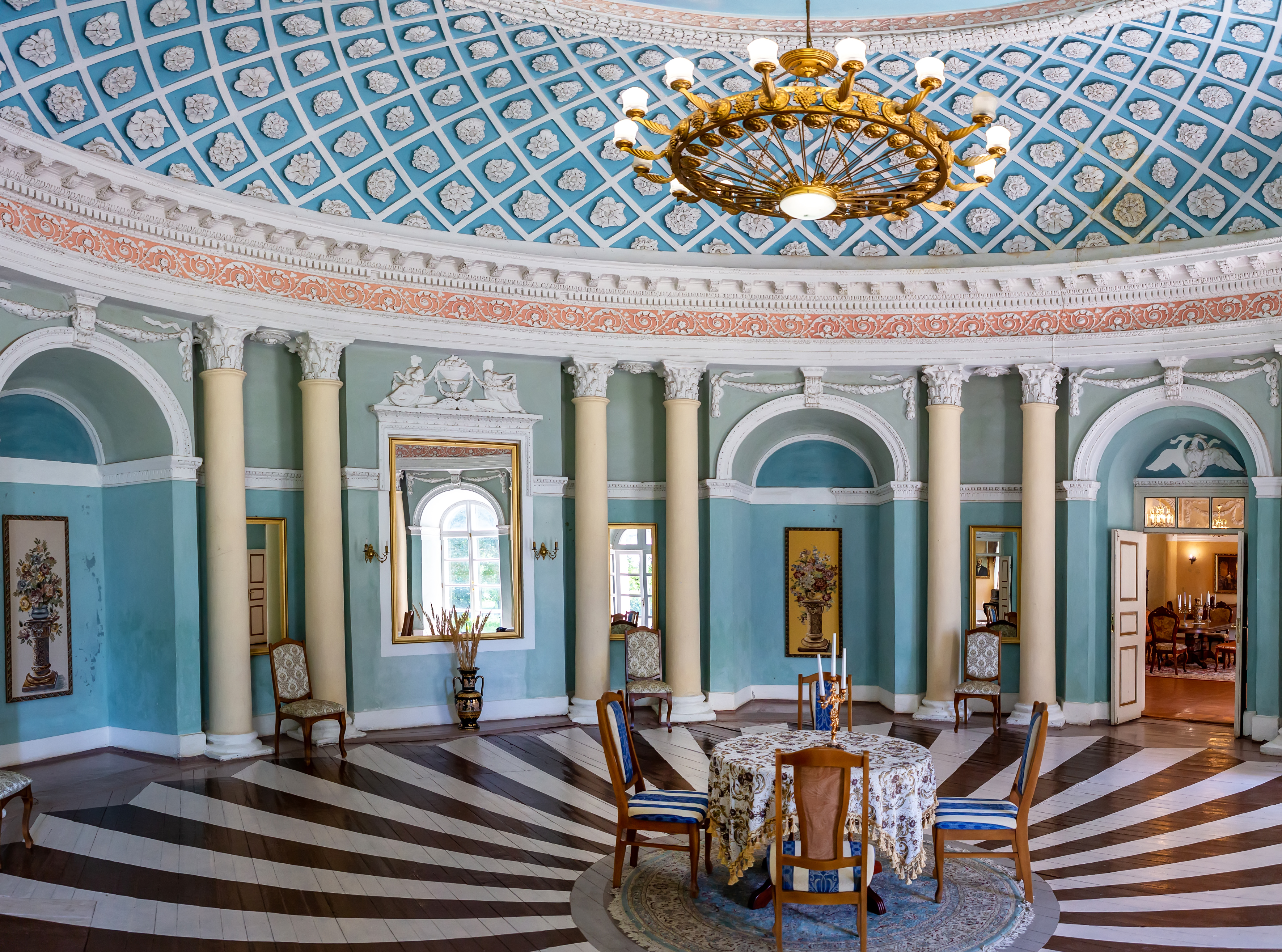
Intérieur du palais Samtchiki, oblast de Khmelnytskyï en juillet 2020.

L'oblast est relativement peu urbanisée, puisque la population urbaine ne représente que 51 % de la population totale et la population rurale 49 %, selon le recensement ukrainien de 2001.
Les principales villes de l'oblast sont : 
- Khmelnytsky (261 397 habitants en 2010)
- Kamianets-Podilsky (102 813)
- Chepetivka (43 706)
- Netichyn (36 072)
- Slavouta (35 442)
- Starokostiantyniv (34 754)